# نهائي كأس ولي العهد السعودي 2005
نهائي كأس ولي العهد السعودي 2005 هي مباراة تحديد الفائز بكأس ولي العهد السعودي. اقيمت المباراة في ملعب ملعب الملك فهد الدولي بمدينة الرياض بتاريخ 13 مايو 2005 وقد فاز بالمبارة نادي الهلال بنتيجة هدفين مقابل هدف.